# Харикеша Свами
Харике́ша Сва́ми (IAST: Harikeśa Svāmī, англ. Harikesha Swami; также известен как Вишнупа́да, IAST: Viṣṇupāda; имя при рождении — Ро́берт Кампаньо́ла, англ. Robert Campagnola; род. 23 октября 1948, Нью-Йорк, США) — американский гуру, музыкант и писатель, получивший наибольшую известность как один из руководителей Международного общества сознания Кришны (ИСККОН). В период с 1977 по 1998 год Харикеша Свами был членом Руководящего совета и гуру ИСККОН. В 1998 году он оставил руководящие посты в ИСККОН.

## Биография

### Ранние годы (1948—1971)
Роберт Кампаньола родился 23 октября 1948 года в Нью-Йорке. Его основными увлечениями в детские и юношеские годы были чтение, музыка и спорт. Окончив педагогический факультет Университета штата Нью-Йорк в Стоуни-Брук, Роберт занялся социальной благотворительной работой, оказывая помощь молодым людям из бедных семей, чтобы они справлялись с трудностями в жизни. В течение шести лет он также работал пожарным-добровольцем в Ист-Уиллистон, штат Нью-Йорк.

### Первые годы в ИСККОН (1971—1976)
Когда Роберт уже было собрался посвятить себя музыкальной карьере, он познакомился с вайшнавским движением «Международное общество сознания Кришны» (ИСККОН). В 1971 году он впервые встретился с основателем ИСККОН Бхактиведантой Свами Прабхупадой (1896—1977) в Бруклине, и в июле того же года принял участие в студийной записи вайшнавских бхаджанов в его исполнении. Тогда же Роберт получил от Бхактиведанты Свами Прабхупады духовное посвящение и имя на санскрите «Харикеша Даса». В свои первые месяцы как кришнаитский монах-послушник, Харикеша активно путешествовал и проповедовал гаудия-вайшнавизм в США, участвуя в организованной ИСККОН проповеднической программе «Road Show». Там он играл на клавишных и гитаре, а также исполнял роли в театральных спектаклях. В марте 1972 года Харикеша Даса, по просьбе Прабхупады, отправился в Индию, где принял участие в развитии крупных проектов ИСККОН.
Начиная с 1974 года, Харикеша провёл несколько лет как секретарь и личный слуга Прабхупады. Он переписывал продиктованные Прабхупадой на диктофон книги, готовил для него пищу, сопровождал его в проповеднических поездках по всему миру, записывал под диктовку ответы на приходившие Прабхупаде письма.

### Деятельность в руководстве ИСККОН (1976—1998)
В начале 1976 года Харикеша Свами получил от Бхактиведанты Свами Прабхупады указание издавать вайшнавскую литературу «на всех языках мира» и проповедовать гаудия-вайшнавизм в коммунистических странах Восточной Европы и в СССР. В феврале 1976 года Харикеша Даса принял санньясу (уклад жизни в отречении) и титул «свами». После этого он начал активно претворять в жизнь наставления своего духовного учителя, отправившись проповедовать гаудия-вайшнавизм за «Железным занавесом». В декабре 1976 года Харикеша Свами стал членом Руководящего совета ИСККОН и был назначен членом правления издательства «Бхактиведанта Бук Траст» в Восточной Европе и Германии. В марте 1977 года он был назначен представителем Руководящего совета в Австрии, Швейцарии и Скандинавии.
В июле 1977 года Бхактиведанта Свами Прабхупада поручил Харикеше Свами и ещё десяти старшим последователям инициировать учеников от его имени. После смерти Прабхупады в ноябре 1977 года, они стали первыми 11 гуру в ИСККОН. За последующие 20 лет Харикеша Свами принял более 3000 учеников. Он курировал деятельность ИСККОН в СССР, странах Восточной Европы, Германии, Австрии, Швейцарии и Скандинавии. В течение непродолжительного периода он также руководил деятельностью ИСККОН в ряде стран Ближнего Востока, Аргентине и некоторых других странах Латинской Америки.
Под его руководством, Северо-Европейский филиал издательства «Бхактиведанта Бук Траст» значительно расширил публикацию вайшнавской литературы. К 1998 году издательство опубликовало более 450 различных книг на 37 языках тиражом около 50 млн экземпляров. В 1977 году Харикеша Свами был избран членом «Комитета по развитию маяпурского проекта», а в 1991 году стал его директором, курируя разработку окончательного плана строительства огромного вайшнавского храма и ведического планетария в Маяпуре.
После того, как в середине 1990-х годов Руководящий совет ИСККОН узнал о деталях насилия над детьми в гурукулах (школах-интернатах) ИСККОН в 1980-е годы, Харикеша Свами принял активное участие в развитии социальных программ, направленных на помощь и поддержку детям, растущим в ИСККОН. Он выступил с инициативой создания Министерства развития образования, поощрил написание и публикацию детской литературы. Он поддержал реформу образования внутри ИСККОН, в результате которой были введены более строгие требования для преподавателей в гурукулах ИСККОН, улучшены условия на местах для учащихся, ликвидированы школы, не находившиеся в непосредственной близости от общин, в которых проживали родители детей. Харикеша Свами также принял участие в создании и финансировании «Офиса по защите детей», который разработал набор руководств и правил для гурукул и родителей, а также занялся выявлением и преследованием кришнаитов, повинных в насилии над детьми.
В 1998 году, финансовая база начатых Харикешей Свами проектов исчезла буквально за один день в результате финансового кризиса и дефолта в России, куда были вложены его средства. Это событие, в сочетании с трудным периодом в истории ИСККОН, оказали огромное давление на Харикешу, который чувствовал, что на нём лично лежала ответственность за сложившуюся ситуацию. 2 июня 1998 года Харикеша Свами перенёс стресс и был госпитализирован. К его лечению была привлечена пранический целитель из Германии по имени Моника, с которой у него вскоре завязались интимные отношения, что не подобало санньясину.
Оправившись после тяжёлой болезни, Харикеша Свами выступил с критикой ИСККОН, в особенности отношения к семье и браку внутри организации. Своим ученикам он предложил самим решать, оставаться им в ИСККОН или выйти из него. Затем Харикеша Свами направил Руководящему совету ИСККОН просьбу об отставке. Он также изъявил желание прекратить выполнять обязанности инициирующего гуру. Руководящий совет удовлетворил его просьбу на ежегодном съезде в Маяпуре в марте 1999 года.

### Последующая деятельность
В декабре 1998 года 50-летний Харикеша Свами женился на Катарине (Камаласундари Деви Даси) — своей ученице из Швеции русского происхождения. На свадьбу он пригласил группу наиболее близких учеников, которые выслушали его подробное мнение об ИСККОН. Харикеша заявил, что «все религиозные организации неизбежно деградируют». Видеозапись этой беседы разошлась среди кришнаитов и повлияла на многих учеников Харикеши Свами. Некоторые из них покинули ИСККОН, а многие из оставшихся были в значительной степени дезориентированы.
Начиная с января 2004 года Харикеша вместе со своей женой проживает в Гейнсвилле, штат Флорида, неподалёку от крупной духовной общины ИСККОН в Алачуа. После ухода из ИСККОН Харикеша Свами называет себя именем Хари и продолжает заниматься духовной деятельностью. По мнению российского антикультиста Александра Дворкина, Харикеша превратился в одного из гуру нью-эйдж.
Харикеша поддерживает свой собственный веб-сайт, на котором в свободном доступе находятся записи его лекций и музыки. Он регулярно приезжает в Россию, где возглавляет «Ведическое общество сознания Кришны» в Санкт-Петербурге. Он служит как духовный наставник в личностном развитии членов Общества и всех желающих. Согласно самому Харикеше, его основной целью является «поощрение личностного независимого развития индивидуума и оказание содействия в установлении его связи с божественной гармонией Радхи и Кришны».
Взгляды и подходы Харикеша Свами со временем претерпели значительную эволюцию. Он более не выступает с критикой ИСККОН (хотя его взгляды и отличаются от принятых в ИСККОН по ряду вопросов), посещает храмы ИСККОН, общается с кришнаитами и высказывает уважительную позицию в отношении Бхактиведанты Свами Прабхупады.

## «ISKCON Interactive»
В 1995 году в Копенгагене, кришнаиты создали один из первых в Европе интерактивных DVD, получивший название «ISKCON Interactive». Этот проект был задуман Харикешей Свами с целью представить широкой публике информацию об ИСККОН, в частности о маяпурском проекте по строительству храма и ведического планетария. Изначальная идея Харикеши была претворена в жизнь группой кришнаитов-профессионалов, работавших над проектом.

## Музыкальная деятельность
Начиная с 1978 года Харикеша Свами создавал и продюсировал музыку, представлявшую собой синтез западной музыки и индуистских мантр. В составе таких ансамблей как Rasa, Bliss и Sri Hari, Харикеша выпустил 28 музыкальных альбомов.
В 1990 году, вместе с Шачинанданой Свами, Кришнакшетрой Дасой и Бхактивайбхавой Свами, он основал музыкальную группу Gauranga Bhajan Band, исполнявшую традиционные вайшнавские бхаджаны и киртаны в современной музыкальной обработке. Gauranga Bhajan Band путешествовал с гастролями по Восточной Европе, собирая на свои концерты тысячи людей. Группа исполняла медитативную музыку под инструментальный аккомпанемент ситара и таблы, пела вайшнавские бхаджаны и мантру «Харе Кришна» в стиле рок с использованием электронных инструментов, давала шоу мультимедиа и представления театра пантомимы. В июле 1992 года Gauranga Bhajan Band вместе с известным британским певцом Боем Джорджем провели серию концертов в России. Последний концерт состоялся в Москве, в спортивном комплексе «Олимпийский». На него собралось более 30 тыс. человек, певших вместе с кришнаитами и Боем Джорджем мантру «Харе Кришна».

## Дискография
Rasa:
- RASA: Oasis (1978)
- RASA: Coming Into Full Bloom (1979)
- RASA: Setting the Scene (1980)
- RASA: Alive (1980)
- RASA: Creation (1981)
- RASA: Transparent Medium (1981)
- RASA: Dancing on the Head of the Serpent (1982)
- RASA: Swinging (1982)
- RASA: Universal Form (1983)

Bliss
- BLISS: Along the Edge (1987)
- BLISS: Rebellion (1988)
- BLISS: Blissed Out (1988)
- BLISS: Wings to Fly (1988)
- BLISS: The Future Belongs to Me (1991)
- BLISS: Connected (1992)
- BLISS: Under a Desire Tree (1993)
- BLISS: Illumination (1994)
- BLISS: Remember (1994)
- BLISS: Rosewater (1995)
- BLISS: For Your Pleasure (1995)
- BLISS: Mother Bliss (1997)

Sri Hari
- Sri Hari: Rising Sign (1994)
- Sri Hari: One But Different (1997)